# Agnieszka Dąbrowska
Agnieszka Ewa Dąbrowska (ur. 6 czerwca 1943 w Wylągach) – polska radca prawny, działaczka opozycyjna.

## Życiorys
Ukończyła studia na Wydziale Prawa i Administracji Uniwersytetu Warszawskiego (1969) oraz aplikację sędziowską (1972). Pracowała jako referentka prawna w PKS Żywiec (1969–1973), oraz w Wyższej Szkole Pedagogicznej w Szczecinie (1975–1977). Od 1977 do 1979 była specjalistką w Wydziale Gospodarki Terenami w Urzędzie Wojewódzkim w Szczecinie. Następnie radczyni prawna w Wojewódzkim Związku Gminnych Spółdzielni (1979–1993) Kuratorium Oświaty i Wychowania oraz w Spółdzielni Mieszkaniowej Regalica w Gryfinie (1989–1993), oddziale Narodowego Banku Polskiego w Szczecinie (1993).
W latach 1978–1981 współpracowała z Ruchem Obrony Praw Człowieka i Obywatela w Warszawie oraz Szczecinie. Od września 1980 współorganizowała w stoczniowym Domu Kultury Korab i Parku Jana Kasprowicza w Szczecinie spotkania z Jackiem Kuroniem, Bronisławem Geremkiem, Władysławem Siłą-Nowickim. Od 1 listopada 1980 była radczynią prawną w Biurze Prawnym „Solidarność” MKZ Szczecin/ZR Pomorze Zachodnie. W 1981 wchodziła w skład komisji negocjacyjnej „Solidarności” z Ministerstwem Pracy w sporze o emerytury. W czerwcu i lipcu 1981 była delegatką na I Wojewódzkim Zjeździe Delegatów Regionu Pomorze Zachodnie, a we wrześniu i październiku 1981 delegatką na I Krajowy Zjazd Delegatów.
14 grudnia 1981 została zwolniona z pracy. Była członkinią nieformalnych struktur podziemnych. Zajmowała się kolportowaniem wydawnictw podziemnych, prowadzeniem listy represjonowanych, przekazywaniem informacji Konradowi Marusczykowi do Gdańska. Była łączniczką w środowisku opozycyjnych adwokatów (Jana Olszewskiego i Władysława Siły-Nowickiego). Była wielokrotnie przesłuchiwana i poddawana rewizjom, a w marcu 1983 zatrzymana na 48 godzin. W 1983 była delegatka na I Zjazd Samorządu Radców Prawnych. W latach 1983–1986 współpracowała z podziemnym pismem „Obraz”. Współorganizowała spotkania z opozycjonistami w kościele Najświętszego Serca Pana Jezusa w Szczecinie. W sierpniu 1988 wraz z Krystyną Bodnar i Grzegorzem Jankowskim prowadziła obsługę prawną strajków w Wojewódzkim Przedsiębiorstwie Komunikacji Miejskiej w Szczecinie. Była objęta została stałą kontrolą operacyjną Służby Bezpieczeństwa w Szczecinie.
W Okręgowej Izbie Radców prawnych pełniła funkcje wicedziekanki (1987) oraz dziekanki (1991–2003). W 1995 została członkinią Krajowej Rady Radców Prawnych.
Córka Władysława Siły-Nowickiego oraz Ireny Siły-Nowickiej, siostra Marii Nowickiej-Marusczyk.

## Odznaczenia
- Złota Odznaka Zasłużony dla Samorządu Radców Prawnych (1998)
- Krzyż Kawalerski Orderu Odrodzenia Polski „za wybitne zasługi w działalności na rzecz samorządu radców prawnych” (1999)[5]
- Krzyż Wolności i Solidarności (2016)[6]